# Daniela Hantuchová
Daniela Hantuchová (* 23. April 1983 in Poprad, Tschechoslowakei) ist eine ehemalige slowakische Tennisspielerin.
Die Rechtshänderin durchlief eine Ausbildung an der Tennis Academy von Nick Bollettieri in Bradenton, Florida. Ihre Karrierehöhepunkte im Einzel waren ihre beiden Turniersiege in Indian Wells 2002 und 2007. Mit ihrer Doppel-Partnerin Ai Sugiyama erreichte sie zweimal das Finale der Australian Open (2002, 2009) und 2006 das der French Open. Im Mixed gewann sie mit vier verschiedenen Partnern alle vier Grand-Slam-Turniere: 2001 in Wimbledon mit Leoš Friedl, 2002 in Melbourne mit Kevin Ullyett, 2005 in Paris mit Fabrice Santoro und 2005 in New York mit Mahesh Bhupathi. 2002 gewann sie zudem mit dem slowakischen Team den Fed Cup, im Endspiel gegen Spanien sicherte sie beide Punkte im Einzel (gegen Magüi Serna und Conchita Martínez) und leistete damit den entscheidenden Beitrag zum 3:1-Auswärtssieg. 2005 gewann sie zusammen mit Dominik Hrbatý außerdem den Hopman Cup.

## Tenniskarriere

### Die ersten Jahre
Hantuchová begann ihre Profikarriere im Mai 1999. Ihren ersten Turniersieg auf der WTA Tour feierte sie 2002 in Indian Wells. In dem Jahr wurde sie als „Most Improved Player of the Year“ der Tour geehrt. Außerdem war sie für den Laureus Award als „World Newcomer of the Year“ nominiert. 2004 trennte sie sich von ihrem Coach Nigel Sears, nahm die Zusammenarbeit allerdings später wieder auf. Ab Mitte 2005 zeigte ihre Formkurve wieder nach oben, ohne dass sie jedoch ihre guten Platzierungen von 2003/2004 wieder erreichen konnte.

### 2006–2008
Hantuchová knüpfte an ihre Vorjahresergebnisse an und beendete das Jahr mit Ranglistenplatz 18. Herausragende Erfolge feierte sie 2006 mit dem Finaleinzug in Zürich (Niederlage gegen Marija Scharapowa), dem Viertelfinale in Stuttgart (gegen Nadja Petrowa) und dem Achtelfinale in Melbourne (gegen Maria Scharapowa), Paris (gegen Kim Clijsters) und Wimbledon (gegen die spätere Finalistin Justine Henin). In Doha und Rom gewann sie mit Ai Sugiyama jeweils das Doppelturnier; bei den French Open verloren sie das Finale gegen das topgesetzte Team Samantha Stosur/Lisa Raymond.
Hantuchová schloss ihr nach 2002 erfolgreichstes Jahr im Einzel mit Rang 9 ab. Sie gewann 2007 die Turniere von Indian Wells (im Endspiel gegen Swetlana Kusnezowa) und Linz (gegen Patty Schnyder). Sie verlor das Achtelfinale von Melbourne gegen Kim Clijsters und das von Wimbledon gegen Serena Williams. Sie scheiterte in der Vorschlussrunde von Rom und Doha jeweils an Swetlana Kusnezowa und in Stanford an Anna Tschakwetadse. Im Finale von Luxemburg unterlag sie Ana Ivanović, in dem von Bali Lindsay Davenport. Im Doppel schied sie an der Seite von Ai Sugiyama im Viertelfinale von Melbourne gegen die späteren Siegerinnen Cara Black und Liezel Huber aus. Dasselbe Duo behielt auch im Semifinale von Miami, wo Hantuchová mit Martina Hingis antrat, die Oberhand.
Ihren größten Erfolg im Einzel bei einem Grand-Slam-Turnier feierte Hantuchová 2008 bei den Australian Open. Sie kam dort bis ins Halbfinale, das sie gegen Ana Ivanović nach einer 6:0-Führung noch in drei Sätzen verlor. Beim Viertelfinale von Indian Wells zog sie gegen Scharapowa den Kürzeren. Nach ihrer verletzungsbedingten Pause (Stressfraktur im rechten Fuß) von Mitte April bis Ende Juni war ihr bestes Ergebnis der Einzug ins Semifinale von Bali, in dem sie Tamira Paszek unterlag. Sie beendete das Jahr als 21. der Weltrangliste. Ihr bestes Doppelergebnis erzielte sie in Indian Wells, wo sie im Halbfinale mit Ai Sugiyama der Paarung Dinara Safina/Jelena Wesnina unterlag.

### 2009–2011

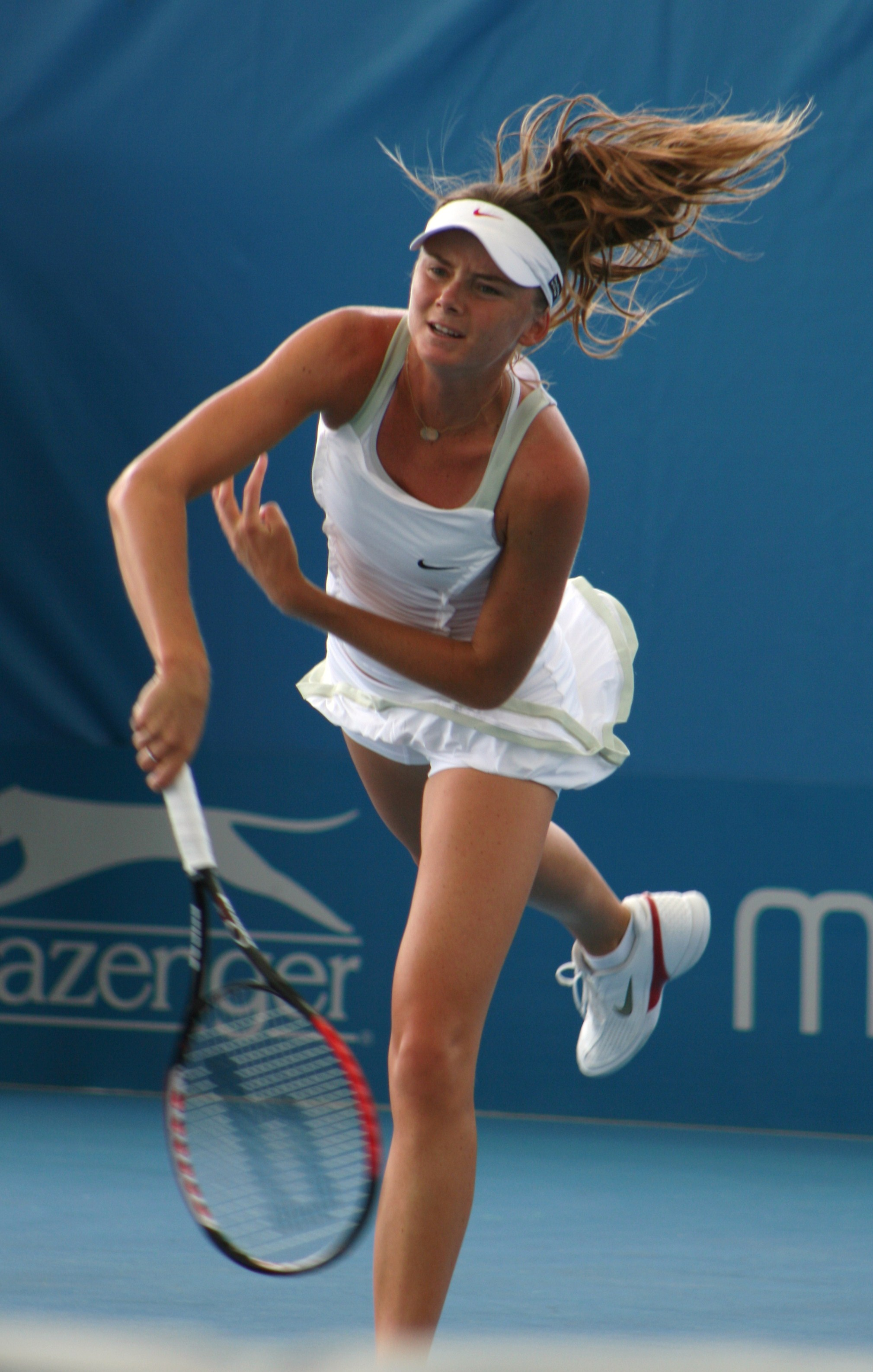
2009 beim Turnier in Brisbane

Ihre Bilanz im Einzel sah 2009 ähnlich durchwachsen aus. Sie verlor im Achtelfinale von Wimbledon und den US Open jeweils gegen Serena Williams, im Viertelfinale von Cincinnati unterlag sie Flavia Pennetta und im Halbfinale von Warschau hatte sie gegen Alexandra Dulgheru das Nachsehen. Sie beendete das Jahr auf Platz 24 der Weltrangliste. Im Doppel verlor sie an der Seite von Ai Sugiyama die Endspiele von Melbourne (gegen Serena und Venus Williams), von Rom (gegen Hsieh Su-wei und Shuai Peng) und von Tokio (gegen Alissa Kleibanowa und Francesca Schiavone).
2010 schied sie im Achtelfinale von Paris gegen Jelena Janković aus, im Halbfinale von Charleston und San Diego gegen die spätere Turniersiegerin Samantha Stosur bzw. Agnieszka Radwańska und im Finale von Monterrey gegen Anastassija Pawljutschenkowa.
Im Februar 2011 gewann Hantuchová ihren vierten WTA-Titel bei den PTT Pattaya Open. Bei den French Open stieß sie mit einem Sieg über die topgesetzte Caroline Wozniacki (6:1, 6:3) ins Achtelfinale vor, in dem sie Swetlana Kusnezowa in drei Sätzen unterlag. Nachdem ihre Doppelpartnerin Ai Sugiyama 2009 ihre Karriere beendet hatte, musste Hantuchová mit wechselnden Partnerinnen eine längere Durststrecke im Doppel durchstehen, ehe sie wieder an frühere Erfolge anknüpfen konnte. Mit Agnieszka Radwańska war sie in Miami – die beiden spielten erst zum vierten Mal zusammen – im Endspiel der Sony Ericsson Open gegen die an 3 gesetzte Paarung Liezel Huber/Nadja Petrowa erfolgreich. In Birmingham erreichte sie im Einzel das Finale mit einem Dreisatzsieg über die an 2 gesetzte Ana Ivanović, unterlag dort jedoch glatt Sabine Lisicki. Beim Rasenturnier in Eastbourne zog sie mit Siegen über Li Na und Venus Williams ins Halbfinale ein, musste dort aber gegen Petra Kvitová im zweiten Satz verletzungsbedingt aufgeben. Dennoch konnte sie in Wimbledon an den Start gehen, wo sie in Runde drei gegen ihre Doppelpartnerin und spätere Finalistin Wiktoryja Asaranka ausschied. Bei der Vorbereitung auf die US Open unterlag sie Scharapowa im Achtelfinale von Stanford und – trotz eines mit 6:0 gewonnenen ersten Satzes – Radwańska im Viertelfinale von Carlsbad jeweils in drei Sätzen. Bei den US Open erreichte sie an der Seite von Radwańska das Semifinale, in dem die beiden Huber und Raymond glatt mit 2:6, 4:6 unterlagen.

### 2012–2017
Beim WTA-Turnier in Brisbane kam Hantuchová 2012 ins Finale, bei den Australian Open erreichte sie die dritte Runde. Im Februar gelang ihr in Bratislava der 30. Matchgewinn im Fed Cup, mit ihren beiden Siegen in der Partie gegen Frankreich führte sie die Slowakei in die Play-off-Runde der Weltgruppe. Mit einem Endspielsieg über Marija Kirilenko verteidigte sie ihren Titel in Pattaya. In Paris trat sie 2012 nicht an und bei den weiteren Grand-Slam-Turnieren in Wimbledon und New York schied sie jeweils in der ersten Runde aus.
In den ersten Monaten des Jahres 2013 zeigte Hantuchová keine guten Leistungen. Im Juni gewann sie das Turnier in Birmingham, wo sie erst Laura Robson und Francesca Schiavone besiegte und im Finale dann die 13 Jahre jüngere Donna Vekić bezwang. Im August schaffte sie es nach elf Jahren bei den US Open wieder mal ins Viertelfinale.
Bei den Australian Open erreichte sie 2014 die dritte Runde; sie schlug Heather Watson und Karolína Plíšková, ehe sie gegen Serena Williams verlor. Bei den French Open besiegte sie Jovana Jakšić und in Runde zwei Claire Feuerstein, bevor sie gegen Angelique Kerber ausschied.
2015 erreichte sie bei den Australian Open die zweite Runde. Mit einem Endspielsieg über Ajla Tomljanović sicherte sie sich ihren dritten Titel in Pattaya. Während der Wimbledon Championships 2017 erklärte sie ihren Rücktritt.

## Turniersiege

### Einzel
| Nr. | Datum            | Turnier      | Kategorie         | Belag             | Finalgegnerin      | Ergebnis       |
| --- | ---------------- | ------------ | ----------------- | ----------------- | ------------------ | -------------- |
| 1.  | 16. März 2002    | Indian Wells | WTA Tier I        | Hartplatz         | Martina Hingis     | 6:3, 6:4       |
| 2.  | 17. März 2007    | Indian Wells | WTA Tier I        | Hartplatz         | Swetlana Kusnezowa | 6:3, 6:4       |
| 3.  | 28. Oktober 2007 | Linz         | WTA Tier II       | Hartplatz (Halle) | Patty Schnyder     | 6:4, 6:2       |
| 4.  | 13. Februar 2011 | Pattaya      | WTA International | Hartplatz         | Sara Errani        | 6:0, 6:2       |
| 5.  | 12. Februar 2012 | Pattaya      | WTA International | Hartplatz         | Marija Kirilenko   | 6:74, 6:3, 6:3 |
| 6.  | 16. Juni 2013    | Birmingham   | WTA International | Rasen             | Donna Vekić        | 7:65, 6:4      |
| 7.  | 15. Februar 2015 | Pattaya      | WTA International | Hartplatz         | Ajla Tomljanović   | 3:6, 6:3, 6:4  |

### Doppel
| Nr. | Datum            | Turnier       | Kategorie             | Belag             | Partnerin               | Finalgegnerinnen                  | Ergebnis          |
| --- | ---------------- | ------------- | --------------------- | ----------------- | ----------------------- | --------------------------------- | ----------------- |
| 1.  | 28. Oktober 2000 | Bratislava    | WTA Tier IVb          | Hartplatz (Halle) | Karina Habšudová        | Petra Mandula Patricia Wartusch   | kampflos          |
| 2.  | 27. Oktober 2001 | Luxemburg     | WTA Tier III          | Hartplatz (Halle) | Jelena Bowina           | Bianka Lamade Patty Schnyder      | 6:3, 6:3          |
| 3.  | 13. April 2002   | Amelia Island | WTA Tier II           | Sand              | Arantxa Sánchez Vicario | María Emilia Salerni Åsa Svensson | 6:4, 6:2          |
| 4.  | 23. August 2002  | New Haven     | WTA Tier II           | Hartplatz         | Arantxa Sánchez Vicario | Tathiana Garbin Janette Husárová  | 6:3, 1:6, 7:5     |
| 5.  | 11. Juni 2005    | Birmingham    | WTA Tier III          | Rasen             | Ai Sugiyama             | Eleni Daniilidou Jennifer Russell | 6:2, 6:3          |
| 6.  | 8. Oktober 2005  | Filderstadt   | WTA Tier II           | Hartplatz (Halle) | Anastassija Myskina     | Květa Peschke Francesca Schiavone | 6:0, 3:6, 7:5     |
| 7.  | 3. März 2006     | Doha          | WTA Tier II           | Hartplatz         | Ai Sugiyama             | Li Ting Sun Tiantian              | 6:4, 6:4          |
| 8.  | 20. Mai 2006     | Rom           | WTA Tier I            | Sand              | Ai Sugiyama             | Květa Peschke Francesca Schiavone | 3:6, 6:3, 6:1     |
| 9.  | 1. April 2011    | Miami         | WTA Premier Mandatory | Hartplatz         | Agnieszka Radwańska     | Liezel Huber Nadja Petrowa        | 7:65, 2:6, [10:8] |

### Mixed
| Nr. | Datum          | Turnier         | Kategorie  | Belag     | Partner         | Finalgegner                       | Ergebnis      |
| --- | -------------- | --------------- | ---------- | --------- | --------------- | --------------------------------- | ------------- |
| 1.  | Juli 2001      | Wimbledon       | Grand Slam | Rasen     | Leoš Friedl     | Liezel Huber Mike Bryan           | 4:6, 6:3, 6:2 |
| 2.  | Januar 2002    | Australian Open | Grand Slam | Hartplatz | Kevin Ullyett   | Paola Suárez Gastón Etlis         | 6:3, 6:2      |
| 3.  | Juni 2005      | French Open     | Grand Slam | Sand      | Fabrice Santoro | Martina Navratilova Leander Paes  | 3:6, 6:3, 6:2 |
| 4.  | September 2005 | US Open         | Grand Slam | Hartplatz | Mahesh Bhupathi | Katarina Srebotnik Nenad Zimonjić | 6:4, 6:2      |

### Team
| Nr. | Datum       | Turnier    | Kategorie | Belag             | Partner        | Finalgegner                  | Ergebnis |
| --- | ----------- | ---------- | --------- | ----------------- | -------------- | ---------------------------- | -------- |
| 1.  | Januar 2005 | Hopman Cup | ITF       | Hartplatz (Halle) | Dominik Hrbatý | Gisela Dulko Guillermo Coria | 3:0      |

## Resultate bei bedeutenden Turnieren

### Einzel
Die Tabelle listet die Ergebnisse der Grand-Slam-Turniere, der Tour Championships, der Olympischen Spiele, des Fed Cups bzw. Billie Jean King Cups und der Turniere folgender Kategorien auf: 1990–2008: Tier I, 2009–2020: Premier Mandatory und Premier 5, ab 2021: WTA 1000.
| Turnier            | 2000 | 2001 | 2002 | 2003 | 2004 | 2005 | 2006 | 2007 | 2008 | 2009 | 2010 | 2011 | 2012 | 2013 | 2014 | 2015 | 2016 | 2017 | Karriere |
| ------------------ | ---- | ---- | ---- | ---- | ---- | ---- | ---- | ---- | ---- | ---- | ---- | ---- | ---- | ---- | ---- | ---- | ---- | ---- | -------- |
| Australian Open    | Q2   | 1    | 3    | VF   | 2    | 3    | AF   | AF   | HF   | 3    | 3    | 1    | 3    | 1    | 3    | 2    | 1    | Q1   | 1 × HF   |
| French Open        | —    | 2    | AF   | 2    | 1    | 3    | AF   | 3    | —    | 1    | AF   | AF   | —    | 1    | 3    | 1    | 1    | —    | 4 × AF   |
| Wimbledon          | Q2   | 2    | VF   | 2    | 3    | 3    | AF   | AF   | 2    | AF   | 2    | 3    | 1    | 1    | 1    | 2    | 1    | —    | 1 × VF   |
| US Open            | Q2   | 1    | VF   | 3    | 3    | 3    | 2    | 1    | 1    | AF   | 3    | 1    | 1    | VF   | 2    | 1    | —    | —    | 2 × VF   |
| WTA Finals         | —    | —    | 1    | —    | —    | —    | —    | RR   | —    | —    | —    | —    | —    | —    | —    | —    | —    | —    | 1 × RR   |
| Doha               |      |      |      |      |      |      |      |      | —    |      |      |      | 1    | AF   | 1    |      | Q1   |      | 1 × AF   |
| Dubai              |      |      |      |      |      |      |      |      |      | AF   | AF   | 1    |      |      |      | 2    |      | —    | 2 × AF   |
| Indian Wells       | —    | 1    | S    | AF   | 2    | 3    | —    | S    | VF   | AF   | 2    | 2    | 2    | 2    | 2    | 1    | 1    | Q1   | 2 × S    |
| Miami              | 1    | 1    | 2    | 2    | 3    | 2    | 3    | 3    | 3    | 2    | AF   | 3    | 3    | 2    | 2    | 1    | —    | —    | 1 × AF   |
| Hilton Head Island | —    |      |      |      |      |      |      |      |      |      |      |      |      |      |      |      |      |      | —        |
| Charleston         |      | —    | 2    | VF   | —    | —    | —    | —    | —    |      |      |      |      |      |      |      |      |      | 1 × VF   |
| Rom                | —    | AF   | 1    | AF   | 1    | 1    | 1    | HF   | —    | 2    | 1    | AF   | —    | Q2   | 1    | 1    | —    | —    | 1 × HF   |
| Madrid             |      |      |      |      |      |      |      |      |      | 2    | 1    | 2    | —    | AF   | 1    | 1    | —    | Q1   | 1 × AF   |
| Berlin             | —    | —    | VF   | VF   | 1    | 1    | AF   | 1    | —    |      |      |      |      |      |      |      |      |      | 2 × VF   |
| San Diego          |      |      |      |      | 2    | 2    | AF   | AF   |      |      |      |      |      |      |      |      |      |      | 2 × AF   |
| Cincinnati         |      |      |      |      |      |      |      |      |      | VF   | 1    | VF   | 2    | 1    | 1    | 1    | —    | —    | 2 × VF   |
| Kanada             | —    | 2    | HF   | AF   | 2    | 1    | AF   | —    | —    | 1    | 1    | 2    | 1    | —    | 1    | —    | —    | —    | 1 × HF   |
| Tokio              | —    | —    | —    | —    | VF   | VF   | AF   | 1    | 1    | 2    | 2    | —    | 2    | 1    |      |      |      |      | 2 × VF   |
| Wuhan              |      |      |      |      |      |      |      |      |      |      |      |      |      |      | 1    | 1    | —    | —    | 2 × 1R   |
| Zürich             | —    | VF   | VF   | 1    | AF   | AF   | F    | AF   |      |      |      |      |      |      |      |      |      |      | 1 × F    |
| Peking             |      |      |      |      |      |      |      |      |      | 2    | 1    | 2    | 1    | 1    | 1    | Q1   | —    | —    | 2 × 2R   |
| Moskau             | —    | —    | —    | —    | 1    | —    | —    | —    | AF   |      |      |      |      |      |      |      |      |      | 1 × AF   |
| Olympische Spiele  | —    |      |      |      | 2    |      |      |      | 2    |      |      |      | AF   |      |      |      | —    |      | 1 × AF   |
| Fed Cup            | RR   | VF   | S    | VF   | —    | —    | P2   | W2   | —    | PO   | PO   | VF   | PO   | HF   | VF   | W2   | —    | PO   | 1 × S    |

Zeichenerklärung: S = Turniersieg; F, HF, VF, AF = Einzug ins Finale, Halb-, Viertel-, Achtelfinale; 1, 2, 3 = Ausscheiden in der 1., 2., 3. Haupt- / Finalrunde; Q1, Q2, Q3 = Ausscheiden in der 1., 2. 3. Qualifikationsrunde; RR = Round Robin (Gruppenphase); nicht ausgetragen oder andere Kategorie; PO (Playoff), P2 = Auf-/Abstiegsrunde zur Weltgruppe I/II im Fed Cup; W2, K1, K2, K3 = Teilnahme in der Weltgruppe II, Kontinentalgruppe I, II, III im Fed Cup.

### Doppel
Die Tabelle listet die Ergebnisse der Grand-Slam-Turniere, der Tour Championships, der Olympischen Spiele, des Fed Cups bzw Billie Jean King Cups und der Turniere folgender Kategorien auf: 1990–2008: Tier I, 2009–2020: Premier Mandatory und Premier 5, ab 2021: WTA 1000.
| Turnier            | 1999 | 2000 | 2001 | 2002 | 2003 | 2004 | 2005 | 2006 | 2007 | 2008 | 2009 | 2010 | 2011 | 2012 | 2013 | 2014 | 2015 | 2016 | 2017 | Karriere |
| ------------------ | ---- | ---- | ---- | ---- | ---- | ---- | ---- | ---- | ---- | ---- | ---- | ---- | ---- | ---- | ---- | ---- | ---- | ---- | ---- | -------- |
| Australian Open    | —    | —    | 1    | F    | VF   | 1    | VF   | AF   | VF   | AF   | F    | —    | —    | AF   | 1    | AF   | 2    | —    | —    | 2 × F    |
| French Open        | —    | —    | AF   | 1    | HF   | 2    | 2    | F    | —    | —    | AF   | 2    | 1    | —    | 1    | 1    | AF   | —    | —    | 1 × F    |
| Wimbledon          | —    | —    | AF   | 2    | 2    | 2    | VF   | 1    | 1    | —    | 2    | AF   | AF   | 2    | 2    | 2    | 2    | 1    | —    | 1 × VF   |
| US Open            | —    | —    | 1    | 1    | AF   | 1    | AF   | 2    | AF   | AF   | AF   | 2    | HF   | 1    | 1    | 1    | —    | —    | —    | 1 × HF   |
| WTA Finals         | —    | —    | —    | —    | —    | —    | —    | —    | —    | —    | —    | —    | —    | —    | —    | —    | —    | —    | —    | —        |
| Doha               |      |      |      |      |      |      |      |      |      | —    |      |      |      | AF   | VF   | —    |      | 1    |      | 1 × VF   |
| Dubai              |      |      |      |      |      |      |      |      |      |      | 1    | 1    | VF   |      |      |      | —    |      | —    | 1 × VF   |
| Indian Wells       | —    | —    | —    | HF   | 1    | 1    | AF   | —    | —    | HF   | 1    | —    | HF   | —    | VF   | AF   | VF   | —    | —    | 3 × HF   |
| Miami              | —    | —    | —    | 1    | 1    | 1    | 1    | VF   | HF   | VF   | 1    | —    | S    | AF   | AF   | 1    | AF   | —    | —    | 1 × S    |
| Hilton Head Island | —    | —    |      |      |      |      |      |      |      |      |      |      |      |      |      |      |      |      |      | —        |
| Charleston         |      |      | —    | HF   | AF   | —    | —    | —    | —    | —    |      |      |      |      |      |      |      |      |      | 1 × HF   |
| Rom                | —    | —    | HF   | —    | AF   | AF   | VF   | S    | AF   | —    | F    | —    | AF   | —    | 1    | AF   | AF   | —    | —    | 1 × S    |
| Madrid             |      |      |      |      |      |      |      |      |      |      | VF   | —    | 1    | —    | 1    | 1    | —    | —    | —    | 1 × VF   |
| Berlin             | —    | —    | —    | F    | VF   | 1    | HF   | VF   | —    | —    |      |      |      |      |      |      |      |      |      | 1 × F    |
| San Diego          |      |      |      |      |      | AF   | F    | VF   | —    |      |      |      |      |      |      |      |      |      |      | 1 × F    |
| Cincinnati         |      |      |      |      |      |      |      |      |      |      | VF   | —    | 1    | AF   | AF   | AF   | —    | —    | —    | 1 × VF   |
| Kanada             | —    | —    | VF   | VF   | VF   | —    | HF   | —    | —    | —    | HF   | 2    | —    | AF   | AF   | 1    | —    | —    | —    | 2 × HF   |
| Tokio              | —    | —    | —    | —    | —    | 1    | —    | VF   | 1    | VF   | F    | —    | —    | 1    | 1    |      |      |      |      | 1 × F    |
| Wuhan              |      |      |      |      |      |      |      |      |      |      |      |      |      |      |      | AF   | 1    | —    | —    | 1 × AF   |
| München            | —    |      |      |      |      |      |      |      |      |      |      |      |      |      |      |      |      |      |      | —        |
| Zürich             | —    | —    | 1    | HF   | —    | VF   | F    | HF   | 1    |      |      |      |      |      |      |      |      |      |      | 1 × F    |
| Peking             |      |      |      |      |      |      |      |      |      |      | —    | —    | VF   | AF   | VF   | —    | —    | —    | —    | 2 × VF   |
| Moskau             | —    | —    | —    | —    | —    | 1    | —    | —    | —    | —    |      |      |      |      |      |      |      |      |      | 1 × 1R   |
| Olympische Spiele  |      | —    |      |      |      | 1    |      |      |      | 1    |      |      |      | 1    |      |      |      | —    |      | 3 × 1R   |
| Fed Cup            | HF   | RR   | VF   | S    | —    | —    | —    | —    | —    | —    | PO   | PO   | VF   | —    | HF   | —    | —    | W2   | PO   | 1 × S    |

Zeichenerklärung: S = Turniersieg; F, HF, VF, AF = Einzug ins Finale, Halb-, Viertel-, Achtelfinale; 1, 2, 3 = Ausscheiden in der 1., 2., 3. Haupt- / Finalrunde; Q1, Q2, Q3 = Ausscheiden in der 1., 2. 3. Qualifikationsrunde; KF (kleines Finale) = unterlegen im Spiel um Platz drei; RR = Round Robin (Gruppenphase); nicht ausgetragen oder andere Kategorie; PO (Playoff), P2 = Auf-/Abstiegsrunde zur Weltgruppe I/II im Fed Cup; W2, K1, K2, K3 = Teilnahme in der Weltgruppe II, Kontinentalgruppe I, II, III im Fed Cup.

### Mixed
| Turnier         | 2001 | 2002 | 2003 | 2004 | 2005 | 2006 | 2007 | 2008 | 2009 | 2010 | 2011 | 2012 | 2013 | 2014 | Karriere |
| --------------- | ---- | ---- | ---- | ---- | ---- | ---- | ---- | ---- | ---- | ---- | ---- | ---- | ---- | ---- | -------- |
| Australian Open | —    | S    | HF   | AF   | 1    | —    | 1    | —    | —    | AF   | —    | —    | AF   | VF   | S        |
| French Open     | —    | VF   | 1    | HF   | S    | —    | —    | —    | —    | —    | —    | —    | AF   | —    | S        |
| Wimbledon       | S    | F    | AF   | 2    | —    | —    | —    | —    | —    | —    | —    | 1    | 1    | —    | S        |
| US Open         | —    | AF   | 1    | 1    | S    | —    | —    | —    | —    | 1    | AF   | 1    | —    | —    | S        |

## Weltranglistenpositionen am Jahresende
| Jahr   | 1999 | 2000 | 2001 | 2002 | 2003 | 2004 | 2005 | 2006 | 2007 | 2008 | 2009 | 2010 | 2011 | 2012 | 2013 | 2014 | 2015 |
| ------ | ---- | ---- | ---- | ---- | ---- | ---- | ---- | ---- | ---- | ---- | ---- | ---- | ---- | ---- | ---- | ---- | ---- |
| Einzel | 201  | 108  | 38   | 8    | 19   | 31   | 19   | 18   | 9    | 21   | 25   | 30   | 24   | 32   | 33   | 64   | 81   |
| Doppel | 279  | 192  | 56   | 8    | 28   | 62   | 13   | 13   | 44   | 54   | 13   | 93   | 18   | 66   | 49   | 87   | 82   |